# Omar Moussa
Omar Moussa (Bujumbura, 30 agosto 1997) è un calciatore burundese, difensore del Police e della Nazionale burundese.

## Caratteristiche tecniche
È un difensore centrale.

## Carriera

### Nazionale
Ha esordito con la nazionale burundese l'11 marzo 2017 disputando l'amichevole vinta 7-0 contro Gibuti.
È stato convocato per disputare la Coppa d'Africa 2019.

## Palmarès

### Club

#### Competizioni nazionali
- Campionato burundese: 2

Vital'O: 2015, 2016